# Міжнародний кінофестиваль у Мельбурні
Міжнародний кінофестиваль у Мельбурні (англ. Melbourne International Film Festival, MIFF) — щорічний міжнародний кінофестиваль, що проходить у Мельбурні, Австралія, з 1952 року, та поряд з Каннським та Берлінським є одним з найстаріших кінофестивалів світу.

## Історія та опис
Фестиваль був заснований в 1952 році та вважається найзначнішим і найвідвідуванішим заходом, який демонструє фільми в Австралії. MIFF залучає та показує найкращі кінострічки сучасного світового кінематографу, ретроспективні фільми, а також спеціальну програму «Картини, що говорять», призначену для обговорення кінопродукції.
Мельбурнський кінофестиваль включає в конкурсну програму перш за все короткометражні фільми, але останніми роками для повнометражних стрічок організовувалися спеціальні тематичні секції.
Переможці в категоріях для короткометражних фільмів автоматично потрапляють до списку претендентів на премію Американської кіноакадемії «Оскар». Від 2013 року фестиваль має акредитації Британської академії кіно і телевізійних мистецтв (BAFTA) та Австралійської академії кіно і телевізійних мистецтв (AACTA).

## Нагороди

### Короткометражні фільми
- Гран-прі за найкращий фільм
- Приз за найкращий австралійський фільм
- Приз австралійському режисерові-початківцю
- Приз за найкращий ігровий фільм
- Приз за найкращий анімаційний фільм
- Приз за найкращий документальний фільм
- Приз за найкращий експериментальний фільм
- Приз за найкращий студентський фільм
- Приз за найкращий короткометражний фільм про права людини
- Приз ФІПРЕССІ

### Повнометражні фільми
- Приз глядацьких симпатій за найкращий художній фільм
- Приз глядацьких симпатій за найкращий документальний фільм